# 남위 32도
남위 32도는 적도로부터 남쪽으로 32도 떨어진 위선이다. 대서양, 아프리카, 인도양, 오스트랄라시아, 태평양, 남아메리카를 지난다. 
이 위도에서의 일조시간은 하지일 때 14시간 15분, 동지일 때 10시간 3분이다.

## 지나가는 지역
남위 32도선은 본초 자오선에서 동쪽 방향으로 다음 지역들을 지나간다.
| 좌표                                                    | 국가·지역·해역    | 비고                                                      |
| ------------------------------------------------------- | ----------------- | --------------------------------------------------------- |
| 남위 32° 0′ 동경 0° 0′  / 남위 32.000° 동경 0.000°      | 대서양            |                                                           |
| 남위 32° 0′ 동경 18° 17′  / 남위 32.000° 동경 18.283°   | 남아프리카 공화국 | 웨스턴케이프주 노던케이프주 웨스턴케이프주 이스턴케이프주 |
| 남위 32° 0′ 동경 29° 8′  / 남위 32.000° 동경 29.133°    | 인도양            |                                                           |
| 남위 32° 0′ 동경 115° 29′  / 남위 32.000° 동경 115.483° | 오스트레일리아    | 웨스턴오스트레일리아주 - 로트네스트섬                     |
| 남위 32° 0′ 동경 115° 33′  / 남위 32.000° 동경 115.550° | 인도양            |                                                           |
| 남위 32° 0′ 동경 115° 45′  / 남위 32.000° 동경 115.750° | 오스트레일리아    | 웨스턴오스트레일리아주 - 퍼스 통과                        |
| 남위 32° 0′ 동경 128° 15′  / 남위 32.000° 동경 128.250° | 인도양            | 그레이트오스트레일리아만                                  |
| 남위 32° 0′ 동경 132° 9′  / 남위 32.000° 동경 132.150°  | 오스트레일리아    | 사우스오스트레일리아주                                    |
| 남위 32° 0′ 동경 132° 26′  / 남위 32.000° 동경 132.433° | 인도양            | 그레이트오스트레일리아만                                  |
| 남위 32° 0′ 동경 132° 51′  / 남위 32.000° 동경 132.850° | 오스트레일리아    | 사우스오스트레일리아주뉴사우스웨일스주                    |
| 남위 32° 0′ 동경 152° 34′  / 남위 32.000° 동경 152.567° | 태평양            | 오스트레일리아 볼스피라미드 남쪽 통과                     |
| 남위 32° 0′ 서경 71° 31′  / 남위 32.000° 서경 71.517°   | 칠레              |                                                           |
| 남위 32° 0′ 서경 70° 14′  / 남위 32.000° 서경 70.233°   | 아르헨티나        | 로사리오 남쪽 통과                                        |
| 남위 32° 0′ 서경 58° 9′  / 남위 32.000° 서경 58.150°    | 우루과이          |                                                           |
| 남위 32° 0′ 서경 53° 51′  / 남위 32.000° 서경 53.850°   | 브라질            | 히우그란지두술주                                          |
| 남위 32° 0′ 서경 51° 56′  / 남위 32.000° 서경 51.933°   | 대서양            |                                                           |

## 같이 보기
- 남위 31도
- 남위 33도